# Gran Premio del Brasile 2001
Il Gran Premio del Brasile 2001 è stato un Gran Premio di Formula 1 disputato il 1º aprile 2001 sul circuito di Interlagos di San Paolo. La gara è stata vinta da David Coulthard su McLaren, che pose fine ad una serie di sei vittorie consecutive conquistate da Michael Schumacher. Il pilota tedesco della Ferrari giunse secondo, davanti a Nick Heidfeld su Sauber.

## Vigilia

### Aspetti tecnici
Diverse scuderie non presentarono modifiche tecniche rilevanti, in attesa del primo appuntamento europeo in programma a Imola due settimane più tardi. La McLaren provò ben quattro tipi diversi di alettone anteriore, nel tentativo di ridurre il sottosterzo che affliggeva la vettura: alla fine la squadra si orientò verso un nuovo profilo, con un andamento meno rettilineo del precedente e ispirato in parte a quello portato in gara dalla Ferrari. La Williams introdusse un nuovo alettone posteriore, mentre la Benetton rinviò a Imola l'impiego in gara delle nuove fiancate testate durante le prove libere, decisamente più basse delle precedenti nella parte posteriore ma scartate perché eccessivamente penalizzanti per la velocità di punta.

## Prove libere

### Risultati
Nella prima sessione di prove di venerdì i risultati furono i seguenti:
| Pos | No | Pilota             | Costruttore        | Tempo    |
| --- | -- | ------------------ | ------------------ | -------- |
| 1   | 1  | Michael Schumacher | Ferrari            | 1'16"832 |
| 2   | 3  | Mika Häkkinen      | McLaren - Mercedes | 1'16"882 |
| 3   | 2  | Rubens Barrichello | Ferrari            | 1'16"994 |

Nella seconda sessione di prove di venerdì i risultati furono i seguenti:
| Pos | No | Pilota             | Costruttore        | Tempo    |
| --- | -- | ------------------ | ------------------ | -------- |
| 1   | 4  | David Coulthard    | McLaren - Mercedes | 1'15"220 |
| 2   | 12 | Jarno Trulli       | Jordan - Honda     | 1'16"224 |
| 3   | 1  | Michael Schumacher | Ferrari            | 1'16"598 |

Nella sessione di prove di sabato mattina i risultati furono i seguenti:
| Pos | No | Pilota             | Costruttore        | Tempo    |
| --- | -- | ------------------ | ------------------ | -------- |
| 1   | 6  | Juan Pablo Montoya | Williams - BMW     | 1'13"963 |
| 2   | 3  | Mika Häkkinen      | McLaren - Mercedes | 1'14"108 |
| 3   | 4  | David Coulthard    | McLaren - Mercedes | 1'14"182 |

## Qualifiche

### Resoconto
Michael Schumacher ottenne la sua settima pole position consecutiva, precedendo di circa tre decimi il fratello Ralf: per la prima volta nella storia della Formula 1 due fratelli occuparono la prima fila di uno schieramento di partenza. Ad eccezione del tempo fatto segnare da Michael Schumacher nel proprio ultimo tentativo, che rimase innavicinabile, la sessione fu piuttosto combattuta, tanto che Barrichello, in sesta posizione, fu più lento di appena un decimo rispetto a Ralf Schumacher. Tra i due si inserirono Häkkinen, Montoya e Coulthard.
La quarta fila fu occupata dalle due Jordan, con Trulli più veloce del compagno di squadra Frentzen di appena tre millesimi di secondo. Seguivano Heidfeld e Räikkönen su Sauber, Panis e Villeneuve su BAR e Irvine e Burti su Jaguar. La Benetton si trovò ancora costretta a lottare nelle ultime file dello schieramento: Fisichella ottenne il diciottesimo tempo, Button il ventesimo, alle spalle anche di Alonso sulla Minardi.

### Risultati
| Pos | No | Pilota                | Costruttore        | Pneumatici | Tempo    | Distacco |
| --- | -- | --------------------- | ------------------ | ---------- | -------- | -------- |
| 1   | 1  | Michael Schumacher    | Ferrari            | B          | 1'13"780 |          |
| 2   | 5  | Ralf Schumacher       | Williams - BMW     | M          | 1'14"090 | +0"310   |
| 3   | 3  | Mika Häkkinen         | McLaren - Mercedes | B          | 1'14"122 | +0"342   |
| 4   | 6  | Juan Pablo Montoya    | Williams - BMW     | M          | 1'14"165 | +0"385   |
| 5   | 4  | David Coulthard       | McLaren - Mercedes | B          | 1'14"178 | +0"398   |
| 6   | 2  | Rubens Barrichello    | Ferrari            | B          | 1'14"191 | +0"411   |
| 7   | 12 | Jarno Trulli          | Jordan - Honda     | B          | 1'14"630 | +0"850   |
| 8   | 11 | Heinz-Harald Frentzen | Jordan - Honda     | B          | 1'14"633 | +0"853   |
| 9   | 16 | Nick Heidfeld         | Sauber - Petronas  | B          | 1'14"810 | +1"030   |
| 10  | 17 | Kimi Räikkönen        | Sauber - Petronas  | B          | 1'14"924 | +1"144   |
| 11  | 9  | Olivier Panis         | BAR - Honda        | B          | 1'15"046 | +1"266   |
| 12  | 10 | Jacques Villeneuve    | BAR - Honda        | B          | 1'15"182 | +1"402   |
| 13  | 18 | Eddie Irvine          | Jaguar - Cosworth  | M          | 1'15"192 | +1"412   |
| 14  | 19 | Luciano Burti         | Jaguar - Cosworth  | M          | 1'15"371 | +1"591   |
| 15  | 22 | Jean Alesi            | Prost - Acer       | M          | 1'15"437 | +1"657   |
| 16  | 15 | Enrique Bernoldi      | Arrows - Asiatech  | B          | 1'15"657 | +1"877   |
| 17  | 14 | Jos Verstappen        | Arrows - Asiatech  | B          | 1'15"704 | +1"924   |
| 18  | 7  | Giancarlo Fisichella  | Benetton - Renault | M          | 1'16"175 | +2"395   |
| 19  | 21 | Fernando Alonso       | Minardi - European | M          | 1'16"184 | +2"404   |
| 20  | 8  | Jenson Button         | Benetton - Renault | M          | 1'16"229 | +2"449   |
| 21  | 23 | Gastón Mazzacane      | Prost - Acer       | M          | 1'16"520 | +2"740   |
| 22  | 20 | Tarso Marques         | Minardi - European | M          | 1'16"784 | +3"004   |

## Gara

### Resoconto
Al via Häkkinen non riuscì a muoversi a causa di un problema alla frizione. La vettura del finlandese rimase ferma in una posizione pericolosa: tutti i piloti riuscirono ad evitarla, ma la direzione gara decise di far entrare in pista la safety car per rimuoverla. La vettura di sicurezza si fece da parte dopo solo un giro, con Michael Schumacher al comando davanti a Montoya, Coulthard, Trulli, Ralf Schumacher, Frentzen e Barrichello. Alla prima curva dopo la ripartenza Montoya attaccò Schumacher, sopravanzandolo di forza e portandosi in testa. Nel prosieguo del giro Ralf Schumacher fu tamponato violentemente da Barrichello, che fu costretto al ritiro. Il pilota della Williams riuscì a ripartire e a tornare ai box, dove i meccanici montarono un nuovo alettone posteriore: al termine delle riparazioni il tedesco rientrò in gara con quattro giri di distacco, facendo poi segnare il giro più veloce in gara.
Montoya mantenne un margine ridotto su Schumacher, mentre Panis effettuò diversi sorpassi, arrivando ad occupare la quarta posizione alle spalle di Coulthard e davanti ai due piloti della Jordan. Schumacher fu tra i primi a fare rifornimento di carburante, tornando ai box al 25º giro e rientrando in pista alle spalle di Panis: il pilota francese compì a sua volta il primo pit stop tre tornate più tardi, cedendo il terzo posto al ferrarista. Al 39º giro Montoya, che continuava a condurre con un buon margine su Coulthard, fu tamponato da Verstappen, che aveva appena doppiato: il pilota colombiano fu costretto al ritiro. Coulthard passò in testa, mantenendo la prima posizione anche dopo la sosta ai box, effettuata al 40º passaggio.
Nel corso del 46º passaggio iniziò a piovere e tutti i piloti montarono gomme da bagnato. Coulthard fu uno degli ultimi a farlo, ma la sua scelta si dimostrò sbagliata e gli costò la testa della corsa, che andò a Schumacher. Panis rimase bloccato per oltre un minuto alle spalle del compagno di squadra, che era rientrato ai box senza avvertire la squadra; a contendersi il terzo posto rimasero quindi i due piloti della Jordan e Heidfeld. Al 48º giro Schumacher compì un mezzo testacoda, perdendo gran parte del vantaggio su Coulthard: il pilota scozzese, nettamente più veloce del rivale, lo sopravanzò all'inizio della cinquantesima tornata, sfruttando anche la presenza del doppiato Marques. Il pilota scozzese guadagnò rapidamente un ampio margine sul ferrarista, tagliando il traguardo in prima posizione davanti a Schumacher e Heidfeld. Il pilota tedesco portò alla Sauber il primo podio dal Gran Premio del Belgio 1998, avendo la meglio su Trulli e approfittando del ritiro di Frentzen a otto tornate dal termine. Trulli fu sopravanzato anche da Panis, chiudendo la gara in quinta posizione alle spalle del francese. L'ultimo punto fu conquistato da Fisichella.

### Risultati
| Pos      | No | Pilota                | Costruttore        | Pneumatici | Giri | Tempo/Ritiro e posizione al ritiro | Partenza | Punti |
| -------- | -- | --------------------- | ------------------ | ---------- | ---- | ---------------------------------- | -------- | ----- |
| 1        | 4  | David Coulthard       | McLaren - Mercedes | B          | 71   | 1h39'00"834                        | 5        | 10    |
| 2        | 1  | Michael Schumacher    | Ferrari            | B          | 71   | +16"164                            | 1        | 6     |
| 3        | 16 | Nick Heidfeld         | Sauber - Petronas  | B          | 70   | + 1 giro                           | 9        | 4     |
| 4        | 9  | Olivier Panis         | BAR - Honda        | B          | 70   | + 1 giro                           | 11       | 3     |
| 5        | 12 | Jarno Trulli          | Jordan - Honda     | B          | 70   | + 1 giro                           | 7        | 2     |
| 6        | 7  | Giancarlo Fisichella  | Benetton - Renault | M          | 70   | + 1 giro                           | 18       | 1     |
| 7        | 10 | Jacques Villeneuve    | BAR - Honda        | B          | 70   | + 1 giro                           | 12       |       |
| 8        | 22 | Jean Alesi            | Prost - Acer       | M          | 70   | + 1 giro                           | 15       |       |
| 9        | 20 | Tarso Marques         | Minardi - European | M          | 68   | + 3 giri                           | 22       |       |
| 10       | 8  | Jenson Button         | Benetton - Renault | M          | 64   | + 7 giri                           | 20       |       |
| 11       | 11 | Heinz-Harald Frentzen | Jordan - Honda     | B          | 63   | Noie elettriche (3°)               | 8        |       |
| Ritirato | 17 | Kimi Räikkönen        | Sauber - Petronas  | B          | 55   | Testacoda (9°)                     | 10       |       |
| Ritirato | 23 | Gastón Mazzacane      | Prost - Acer       | M          | 54   | Motore (10°)                       | 21       |       |
| Ritirato | 5  | Ralf Schumacher       | Williams - BMW     | M          | 54   | Testacoda (13°)                    | 2        |       |
| Ritirato | 18 | Eddie Irvine          | Jaguar - Cosworth  | M          | 52   | Testacoda (6°)                     | 13       |       |
| Ritirato | 6  | Juan Pablo Montoya    | Williams - BMW     | M          | 38   | Collisione con J.Verstappen (1°)   | 4        |       |
| Ritirato | 14 | Jos Verstappen        | Arrows - Asiatech  | B          | 37   | Collisione con J.P.Montoya (9°)    | 17       |       |
| Ritirato | 19 | Luciano Burti         | Jaguar - Cosworth  | M          | 30   | Motore (11°)                       | 14       |       |
| Ritirato | 21 | Fernando Alonso       | Minardi - European | M          | 25   | Acceleratore (18°)                 | 19       |       |
| Ritirato | 15 | Enrique Bernoldi      | Arrows - Asiatech  | B          | 15   | Impianto idraulico (16°)           | 16       |       |
| Ritirato | 2  | Rubens Barrichello    | Ferrari            | B          | 2    | Collisione con R.Schumacher (7°)   | 6        |       |
| Ritirato | 3  | Mika Häkkinen         | McLaren - Mercedes | B          | 0    | Frizione                           | 3        |       |

## Classifiche

### Piloti
| Pos. | Pilota                | Punti |
| ---- | --------------------- | ----- |
| 1    | Michael Schumacher    | 26    |
| 2    | David Coulthard       | 20    |
| 3    | Rubens Barrichello    | 10    |
| 4    | Nick Heidfeld         | 7     |
| 5    | Heinz-Harald Frentzen | 5     |
| 6    | Olivier Panis         | 3     |
| 7    | Ralf Schumacher       | 2     |
| 7    | Jarno Trulli          | 2     |
| 9    | Kimi Räikkönen        | 1     |
| 9    | Mika Häkkinen         | 1     |
| 9    | Giancarlo Fisichella  | 1     |

### Costruttori
| Pos. | Team               | Punti |
| ---- | ------------------ | ----- |
| 1    | Ferrari            | 36    |
| 2    | McLaren - Mercedes | 21    |
| 3    | Sauber - Petronas  | 8     |
| 4    | Jordan - Honda     | 7     |
| 5    | BAR - Honda        | 3     |
| 6    | Williams - BMW     | 2     |
| 7    | Benetton - Renault | 1     |